# Islas Desiertas
Las islas Desiertas (del portugués: Ilhas Desertas) son un conjunto de tres islas alargadas al sureste del archipiélago de Madeira (Portugal), en el océano Atlántico. Conforman el archipiélago las islas de: Ilhéu Chão, Deserta Grande y Bugio.

## Geografía
Son unas islas sin población, y que tienden al clima desértico ya que son rocosas, yermas y acantiladas. Las islas están protegidas desde 1990 y constituyen una reserva natural desde 1995.
La superficie total de las Islas Desiertas es de 14 km². El punto más alto es de 479 m s. n. m. en la isla más grande llamada Deserta Grande, que mide 13,5 km de largo y 2,4 km de ancho. El Islote Chão culmina con 104 m s. n. m. mientras que Bugio culmina a 411 m s. n. m.
Administrativamente pertenecen a Portugal, más concretamente en el municipio de Santa Cruz (Madeira).

## Biología

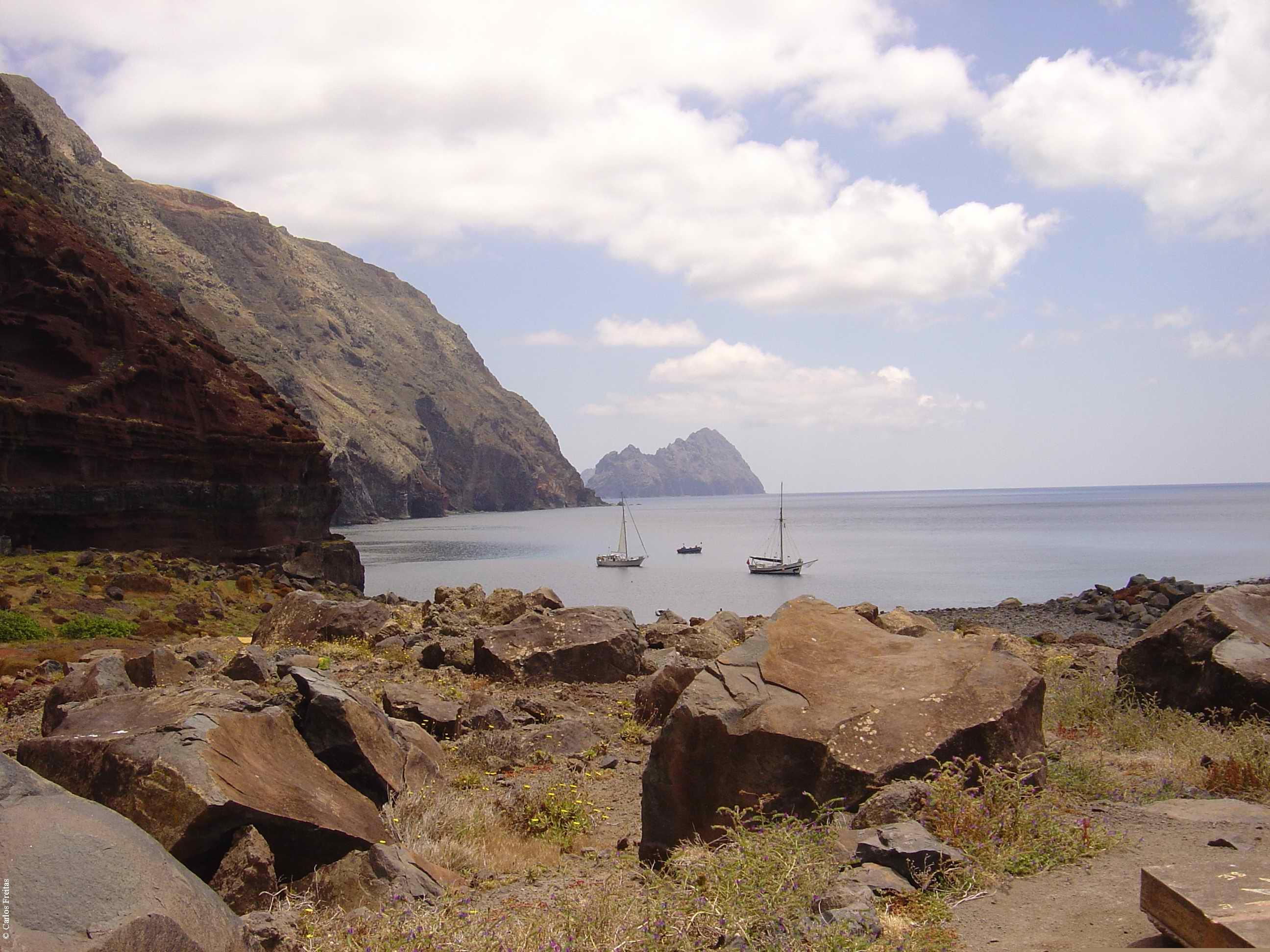
Deserta Grande.

A pesar de su proximidad a la isla de Madeira, la geología de las islas Desiertas es completamente diferente. Estas islas altas, largas y rocosas tienen suelos infértiles. La población animal incluye alrededor de 16 especies de aves, de las cuales 8 son aves marinas, cabras, conejos y algunos otros roedores. Los mamíferos fueron introducidos por los primeros marineros portugueses que desembarcaron en las rocosas playas de estas islas. También viven reptiles, como lagartos de Madeira, y arañas, entre ellos una especie de tarántula de dimensiones notables, la Hogna ingens, endémica de este archipiélago.
Vive en sus playas una pequeña colonia de foca monje (Monachus monachus). La población de estas focas, que en 1998 incluyó sólo 8 individuos, tiene ahora casi 20 ejemplares.
La única isla potencialmente habitable es la Deserta Grande, gracias a la presencia de una fuente de agua, aunque esta sea escasa y sucia. Todos los intentos de colonización han fracasado debido a la imposibilidad de instalar cualquier tipo de agricultura.
La presencia humana permanente es representada por los guardas, por los geólogos, por las pocas personas que ocasionalmente las visitan con su barco y algunas estaciones de investigación científica, repartidas por todas las islas.

## Historia
Desde el siglo XIV estas islas ya eran conocidas por el nombre que actualmente tienen, o por el singular "Isla Desierta", pero solo se exploraron adecuadamente después de los primeros viajes de reconocimiento de João Gonçalves Zarco en 1420/1421. Se intentó establecer una colonia portuguesa en varias ocasiones, siempre sin éxito, dadas las duras condiciones de vida y la sequedad extrema de las islas.
Las islas fueron propiedad privada de dos familias inglesas radicadas en la Isla de Madeira entre 1894 y 1971 (igual que las Islas Salvajes) cuando fueron compradas por el Estado portugués y reconvertidas en Reserva Natural en 1995.